# Heckler & Koch HK417
HK417 är ett automatgevär, designat och tillverkat av Heckler & Koch som genom pipbyte snabbt kan konverteras till automatkarbin.

## Inledning
HK417 delar utformning med sin "lillebror" HK416 men är med sin grövre kaliber snarare avsedd som skarpkyttegevär än för närstrid, även om det kan skjuta helautomatisk eld.

## Varianter
Geväret finns utförd i tre varianter med olika piplängd; D12 med 305 mm, D16 med 406 mm och D20 med 508 mm. Den senare avsedd som prickskyttegevär.

## Användare
HK417 används bland annat av vissa förband i Albanien, Mexiko, SOG i Sverige, Nederländerna, Norge samt brittiska SAS.